# ファウンテン 永遠につづく愛
『ファウンテン 永遠につづく愛』（原題: The Fountain）は、ダーレン・アロノフスキー監督・脚本による2006年のアメリカ映画。

## ストーリー
医者のトミーは余命わずかの妻のイジーを助けるために新薬の開発に没頭するが、上手くいかない。あるとき、そんなトミーにイジーは自作の小説『ファウンテン』を読ませる。それは騎士のトマスが恋人のイザベルの為に永遠の命を探し求めるという物語だった。しかしその小説は未完成で、最終章が書き上がっていなかった。イジーは愛の証としてトミーに『ファウンテン』の続きを執筆してもらおうとする。

## キャスト
| 役名                         | 俳優                           | 日本語吹替 |
| ---------------------------- | ------------------------------ | ---------- |
| トマス／トミー／トム・クレオ | ヒュー・ジャックマン           | 山路和弘   |
| イザベル／イジー・クレオ     | レイチェル・ワイズ             | 安藤麻吹   |
| リリアン・グゼッティ博士     | エレン・バースティン           | 増子倭文江 |
| アヴィラ神父                 | マーク・マーゴリス             | 永田博丈   |
| シレンシオ裁判長             | スティーヴン・マクハティ       | 小島敏彦   |
| シバルバ卿                   | フェルナンド・エルナンデス     |            |
| アリエル隊長                 | クリフ・カーティス             |            |
| アントニオ                   | ショーン・パトリック・トーマス | 中谷一博   |
| ベティ                       | ドナ・マーフィ                 |            |
| マニー                       | イーサン・サプリー             |            |
| ヘンリー                     | リチャード・マクミラン         |            |
| アラン・リッパー博士         | ローン・ブラス                 |            |

## 評価
レビュー・アグリゲーターのRotten Tomatoesでは205件のレビューで支持率は52%、平均点は6.00/10となった。Metacriticでは36件のレビューを基に加重平均値が51/100となった。

## 受賞・ノミネート
| 映画賞・映画祭             | 部門       | 候補                                     | 結果       |
| -------------------------- | ---------- | ---------------------------------------- | ---------- |
| ヴェネツィア国際映画祭     | 金獅子賞   | ダーレン・アロノフスキー                 | ノミネート |
| ゴールデングローブ賞       | 作曲賞     | クリント・マンセル                       | ノミネート |
| 放送映画批評家協会賞       | 作曲賞     | クリント・マンセル                       | ノミネート |
| サターン賞                 | SF映画賞   |                                          | ノミネート |
| サターン賞                 | 主演男優賞 | ヒュー・ジャックマン                     | ノミネート |
| サターン賞                 | 特殊効果賞 |                                          | ノミネート |
| シカゴ映画批評家協会賞     | 作曲賞     | クリント・マンセル                       | 受賞       |
| シカゴ映画批評家協会賞     | 撮影賞     | マシュー・リバティーク                   | ノミネート |
| オンライン映画批評家協会賞 | 作曲賞     | クリント・マンセル                       | 受賞       |
| オンライン映画批評家協会賞 | 撮影賞     | マシュー・リバティーク                   | ノミネート |
| オンライン映画批評家協会賞 | 編集賞     | ジェイ・ラビノウィッツ                   | ノミネート |
| サテライト賞               | 撮影賞     | マシュー・リバティーク                   | ノミネート |
| サテライト賞               | 特殊効果賞 | ジェレミー・ドウソン、ダン・シュレッカー | ノミネート |

## 解説
もともとは2001年にブラッド・ピットとケイト・ブランシェット主演で制作される予定だった。アロノフスキー自身が脚本をリライトしていたが、その内容について製作側、特に主演のブラッド・ピットと意見の相違があり怒り心頭のブラッド・ピットは撮影まで進んだ現場を立ち去ったと噂されている。その後長い間制作は頓挫した。長い期間を経てヒュー・ジャックマンとレイチェル・ワイズを起用し、作品は完成した。